# Большой крохаль
Большо́й кроха́ль (лат. Mergus merganser) — крупная утка с узким удлинённым клювом, обычно ассоциируемая с тихими реками и озёрами северной тайги. Это самый крупный и наиболее распространённый из крохалей, своими размерами превосходящий крякву. В отличие от последней и большинства других видов семейства утиных, питается не растительными кормами, а рыбой — об этом свидетельствуют острые зубцы на крючкообразно загнутом клюве, которыми птицы удерживают скользкую добычу. Как правило, держится парами либо небольшими группами, но иногда в местах зимовок формирует большие стаи, состоящие из нескольких тысяч особей. В большинстве районов редкая либо очень редкая птица, однако общая численность популяций остаётся стабильной и опасений экологов не вызывает.
Вид включён в Приложение II Директивы ЕС по охране редких птиц, Приложение III Бернской конвенции, Приложение II Боннской конвенции. Внесён в Красную книгу Латвии, Красную книгу Республики Беларусь.

## Описание

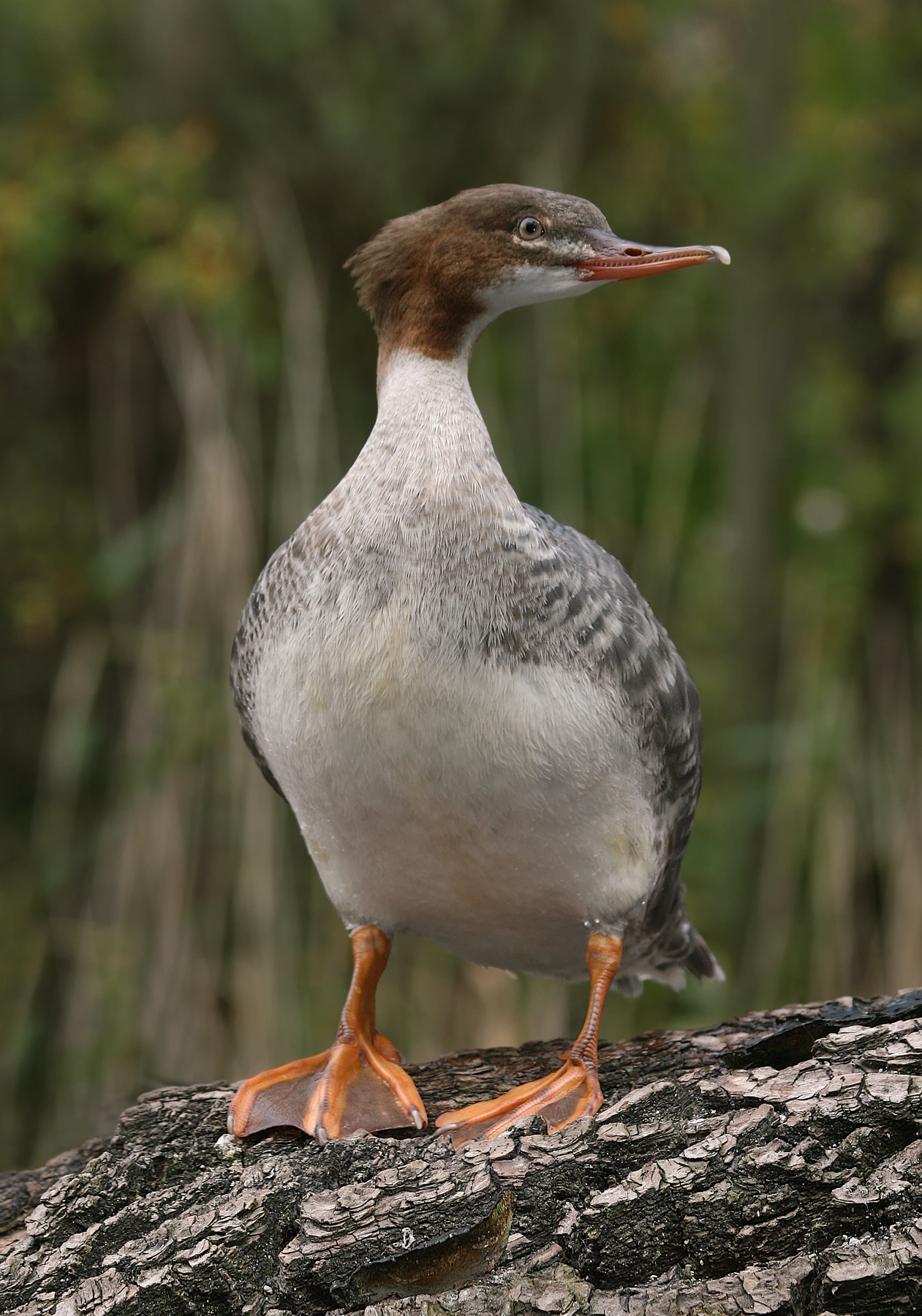
Самка крупным планом

Крупная утка размером с небольшого гуся, с длинной шеей, и длинным, узким загнутым на конце клювом. Длина тела 58—66 см, размах крыльев 82—97 см, масса 898—2160 г. У самца в брачном наряде голова и верхняя часть шеи чёрные с тёмно-зелёным металлическим отливом. Хохолок, как у близкого длинноносого крохаля, не выражен. Передняя часть спины чёрная, надхвостье и хвост тёмно-серые, остальная часть туловища белая с розовым налётом. У летящих птиц обоего пола при взгляде сверху выделяется крупное белое пятно на сером фоне — «зеркало»; у самца оно может занимать почти всю поверхность крыла, за исключением тёмной каймы по краю. Клюв ярко-красный с тёмным, крючкообразно загнутым концом, радужина красная. Самка по окрасу похожа на самок длинноносого и чешуйчатого крохалей: рыжевато-бурые голова и шея, беловатое горло, пепельно-серый верх, белый низ, тёмно-коричневая радужная оболочка. Отличить от остальных двух видов её можно по деталям оперения, прежде всего по рисунку второстепенных маховых (зеркало) и чёткой линией-границей рыжего и белого на шее. Осенью самец становится больше похож на самку, однако имеет более тёмный верх, лишь слабо выраженный хохолок и белое поле большего размера на крыле. Кроме того, в зимнем наряде самца можно отличить от самки по светлой полоске между клювом и глазом. Молодые птицы напоминают взрослую самку, но имеют буровато-серую спину, красновато-бурый клюв, тёмные штрихи на голове и белое пятно на горле.
В зависимости от формы головы и рисунка на клюве, а также длины клюва и оттенков оперения выделяют 3 подвида большого крохаля::
- M. m. merganser Linnaeus, 1758 — номинативный подвид, распространён в Исландии и Евразии к северу от северо-восточного Китая и северной Японии.
- M. m. orientalis Gould, 1845 — Изолированные популяции в Центральной Азии от северо-восточного Афганистана на восток до западных районов Китая, включая низовья Тибета и Гималаев.
- M. m. americanus Cassin, 1852 — Северная Америка.

## Распространение

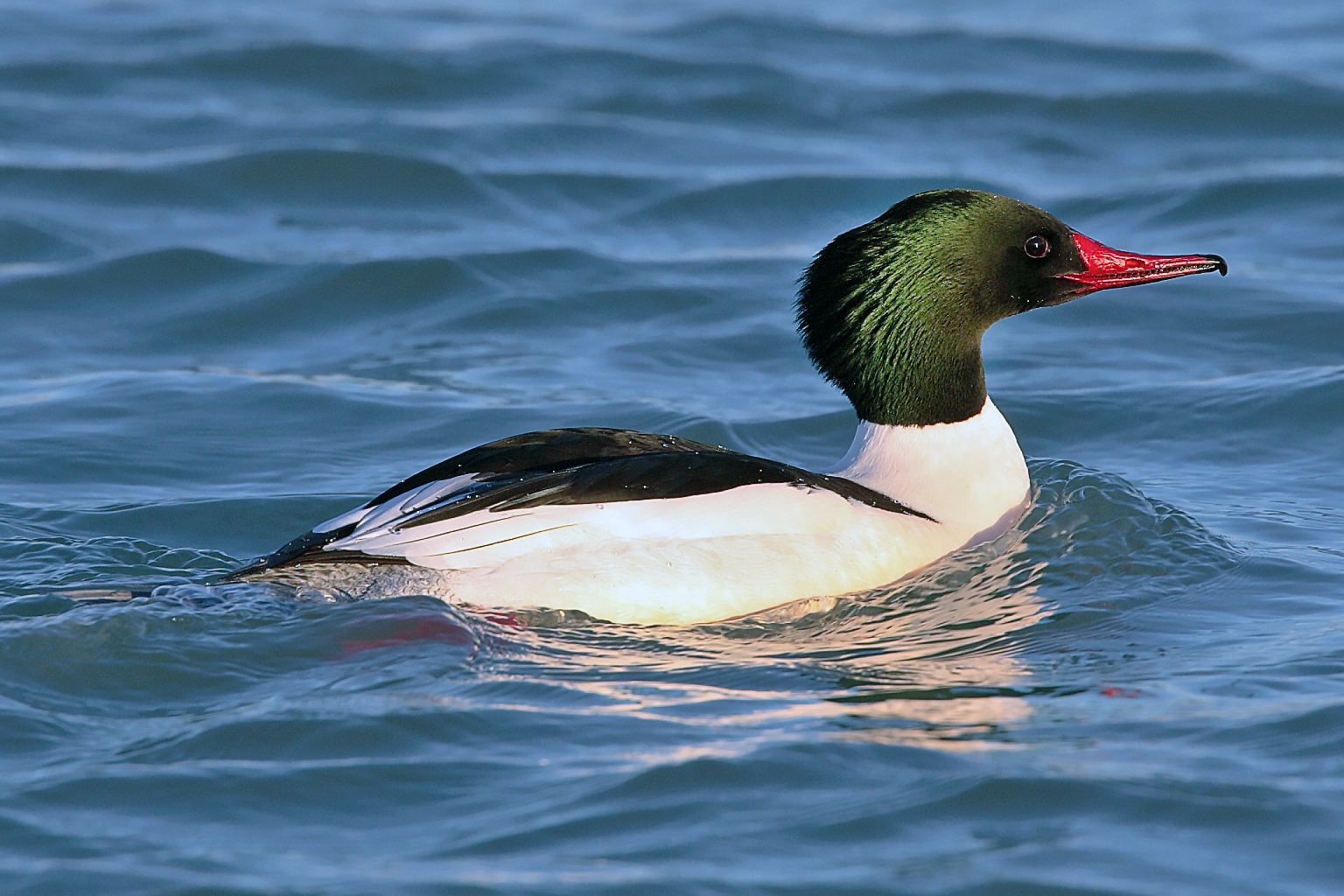
Самец, подвид M. m. americanus

### Ареал
Голарктический вид, область распространения — полоса лесотундры и северного бореального леса западного и восточного полушарий. В Евразии обитает преимущественно к востоку от северной Дании и Скандинавии, однако небольшие популяции отмечены в Альпах, Великобритании и Исландии. На севере встречается до границы древесной растительности: на Кольском полуострове и Европейской части России до 67° с. ш., на Ямале до 69° с. ш., на Енисее до 68° с. ш., в бассейне Вилюя до 66° с. ш., в бассейне Лены до 64° с. ш., восточнее до Колымского хребта до 64-й параллели, до северных районов Чукотки. На американском континенте гнездится на всём протяжении с запада на восток на север от южной Аляски до Квебека и Ньюфаундленда.
В Старом Свете к югу гнездится до северной Дании, центральных районов Польши и Беларуси, Псковской области, долины реки Молога, верхних частей бассейнов рек Белая, Уфа и Ик, в Западной Сибири до 55° с. ш., восточнее до озера Зайсан, Алтая, северных районов Монголии, южной части бассейна Амура, северо-восточного Китая и южной оконечности горного массива Сихотэ-Алинь. В Северной Америке к югу до Северной Мексики на западном побережье и северо-восточных штатов США на восточном.

### Миграции

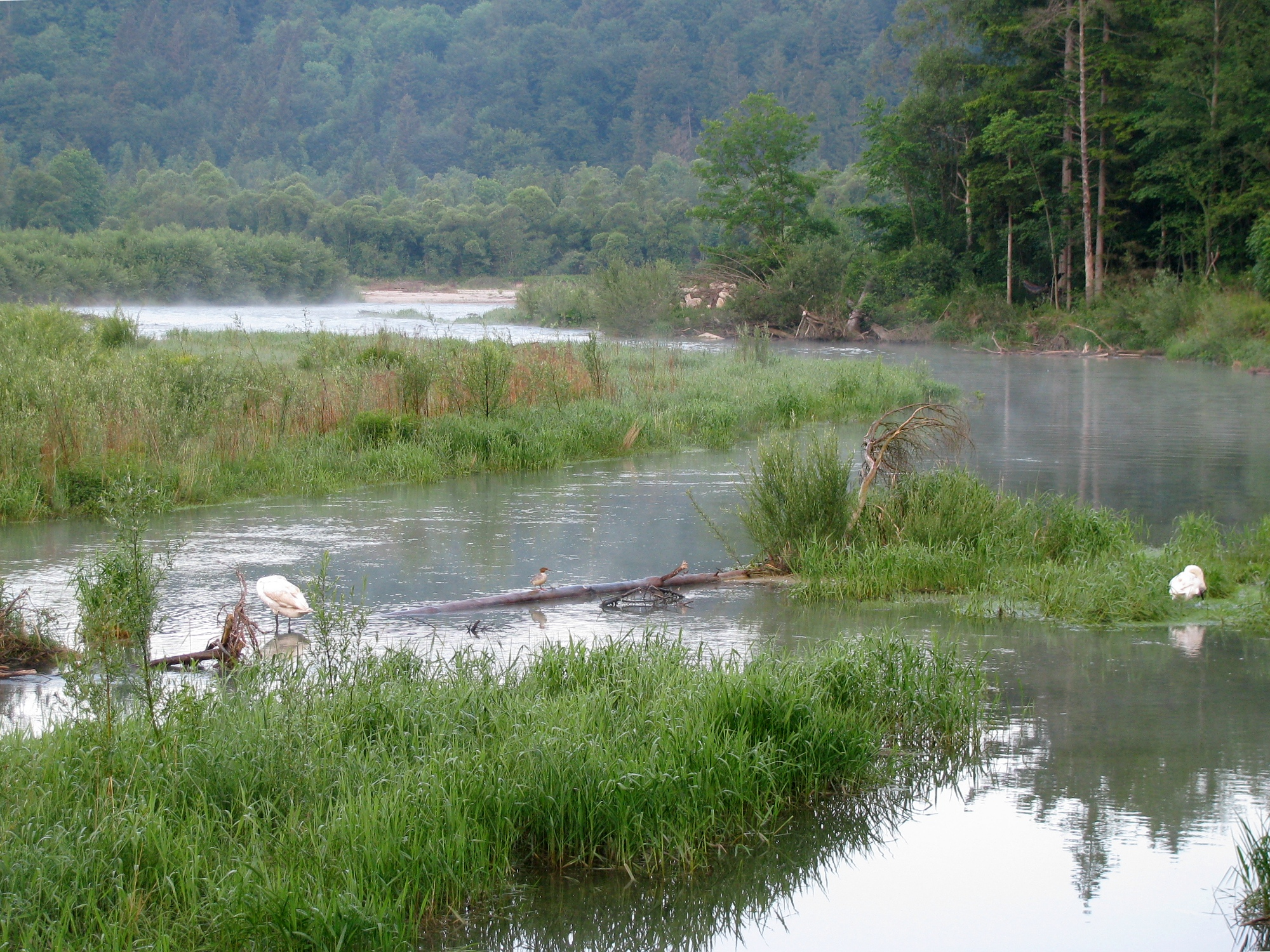
Типичный гнездовой ландшафт — река с прозрачной водой и лесистым берегом. В центре — большой крохаль, по бокам — пара лебедей-шипунов

Перелётный либо частично перелётный вид. Северные популяции в зимнее время мигрируют в умеренные широты: так, гнездящиеся в Скандинавии и приполярном северо-западе России птицы большей частью перемещаются в районы вблизи побережий Балтийского или Северного морей, но также меньшем количестве на водоёмы Центральной и Южной Европы. Небольшие скопления зимующих птиц отмечены в прибрежных районах Чёрного и Каспийского морей, а также в Средней Азии — по оценкам специалистов, эти птицы скорее всего гнездятся на территории России восточнее Печоры. На Дальнем Востоке места зимовок расположены в Японии, Корее и прибрежных районах Китая. Численность перелётных птиц колеблется от года к году: очевидно, в мягкие зимы значительная их часть остаётся в местах гнездовий либо мигрирует на меньшие расстояния. Осенний отлёт начинается только с приходом морозов, когда вода покрывается тонким слоем льда. Более южные популяции также склонны к оседлому образу жизни, совершая вертикальные кочёвки либо мигрируют на незначительные расстояния.

### Местообитания
В гнездовой период населяет пресноводные водоёмы с лесистыми берегами: небольшие незаросшие озёра с открытыми плёсами, водохранилища, быстротекущие реки в верхнем течении, где обычно держится недалеко от берега в тени деревьев. Для взлёта птице требуется достаточно большая дистанция на воде — по этой причине она часто избегает совсем небольших водоёмов, которые вполне отвечают всем прочим условиям обитания. В отличие от длинноносого крохаля большой отдаёт предпочтение более возвышенным участкам ландшафта, в частности предгорьям и нижнему ярусу гор. Зимует на больших незамерзающих озёрах и лагунах с солоноватой водой, изредка в эстуариях рек и на морских побережьях. В феврале-марте 2012 года большие крохали были замечены на зимовке на Днепре в районе Киева.

## Размножение

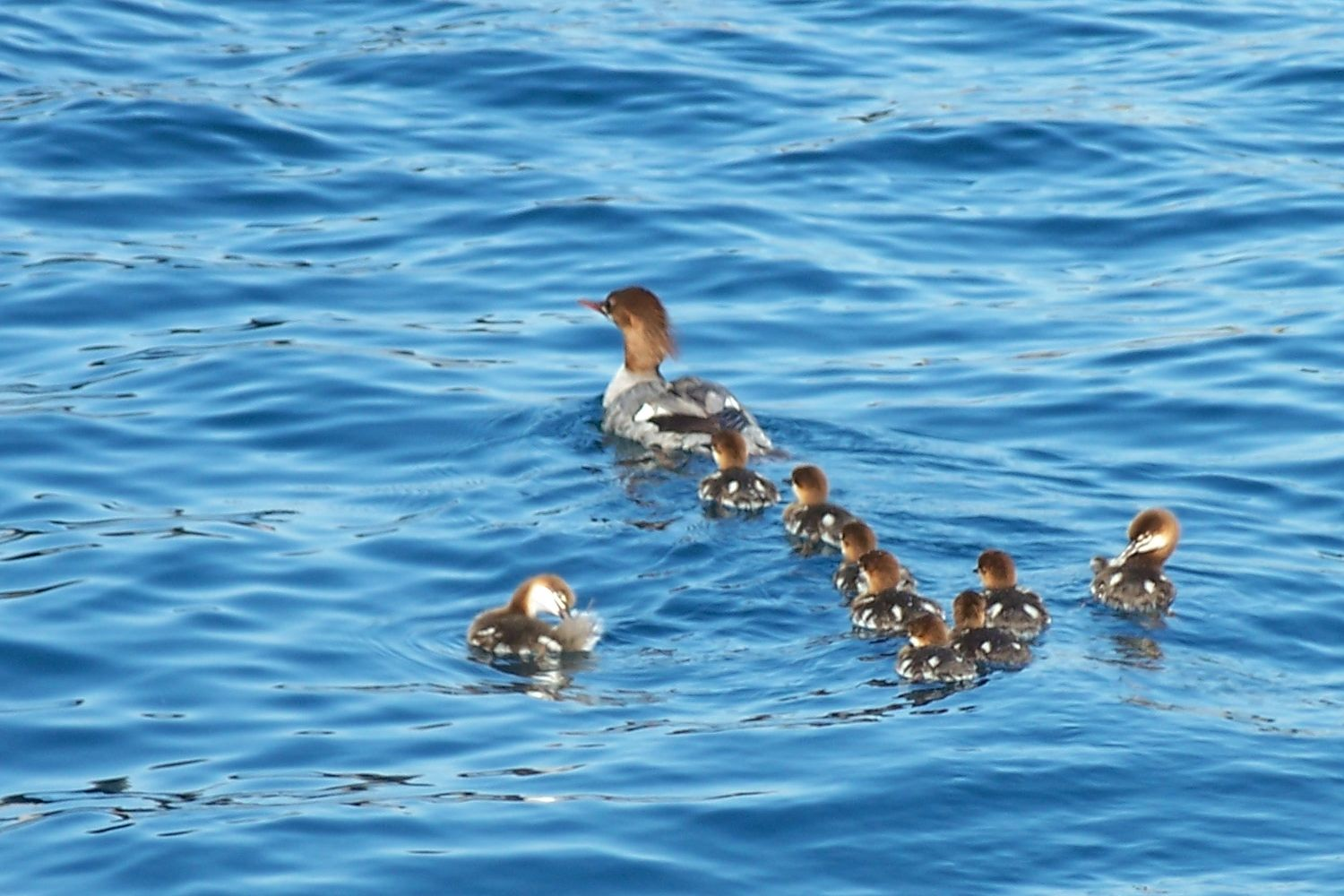
Выводок

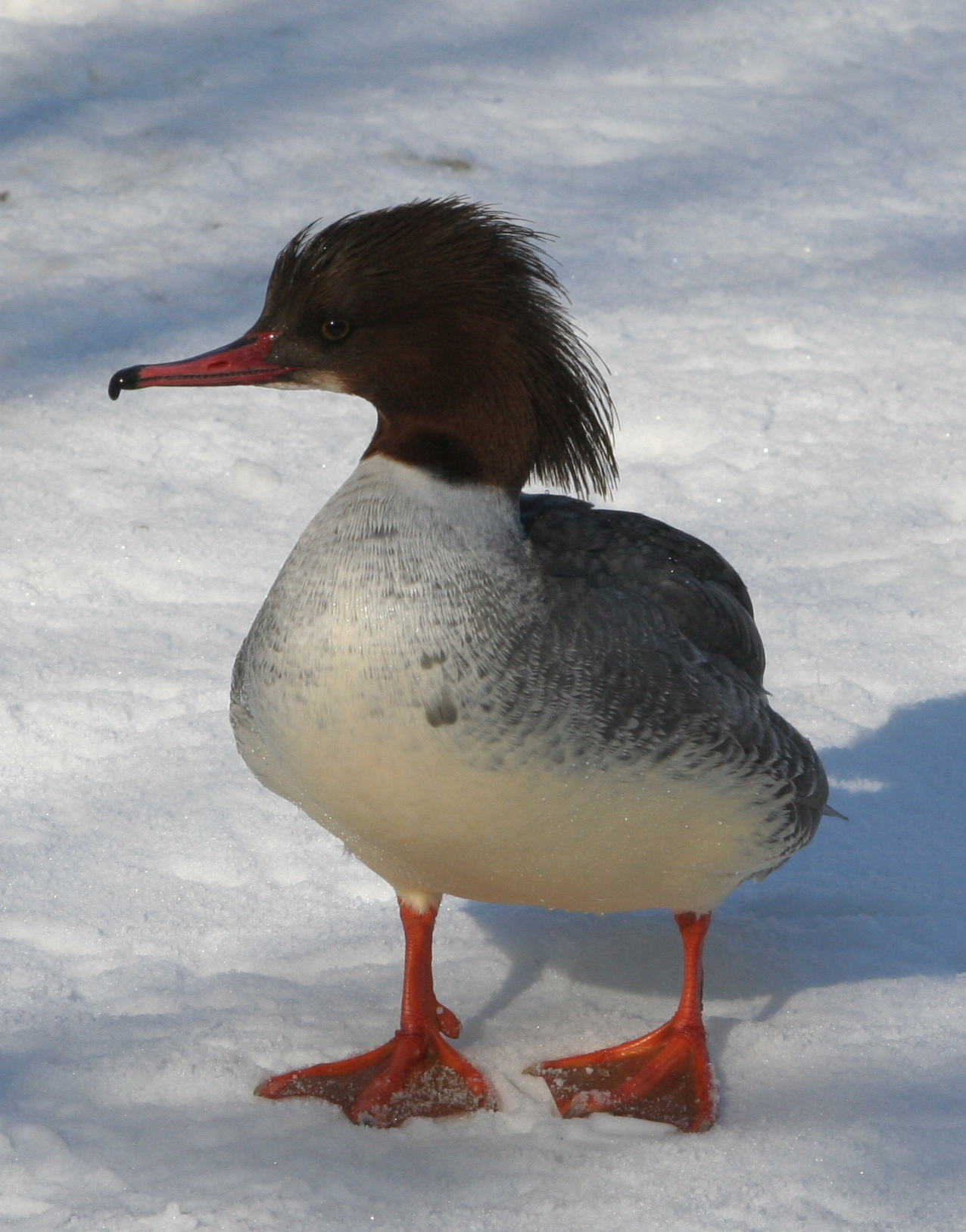
Утка на снегу

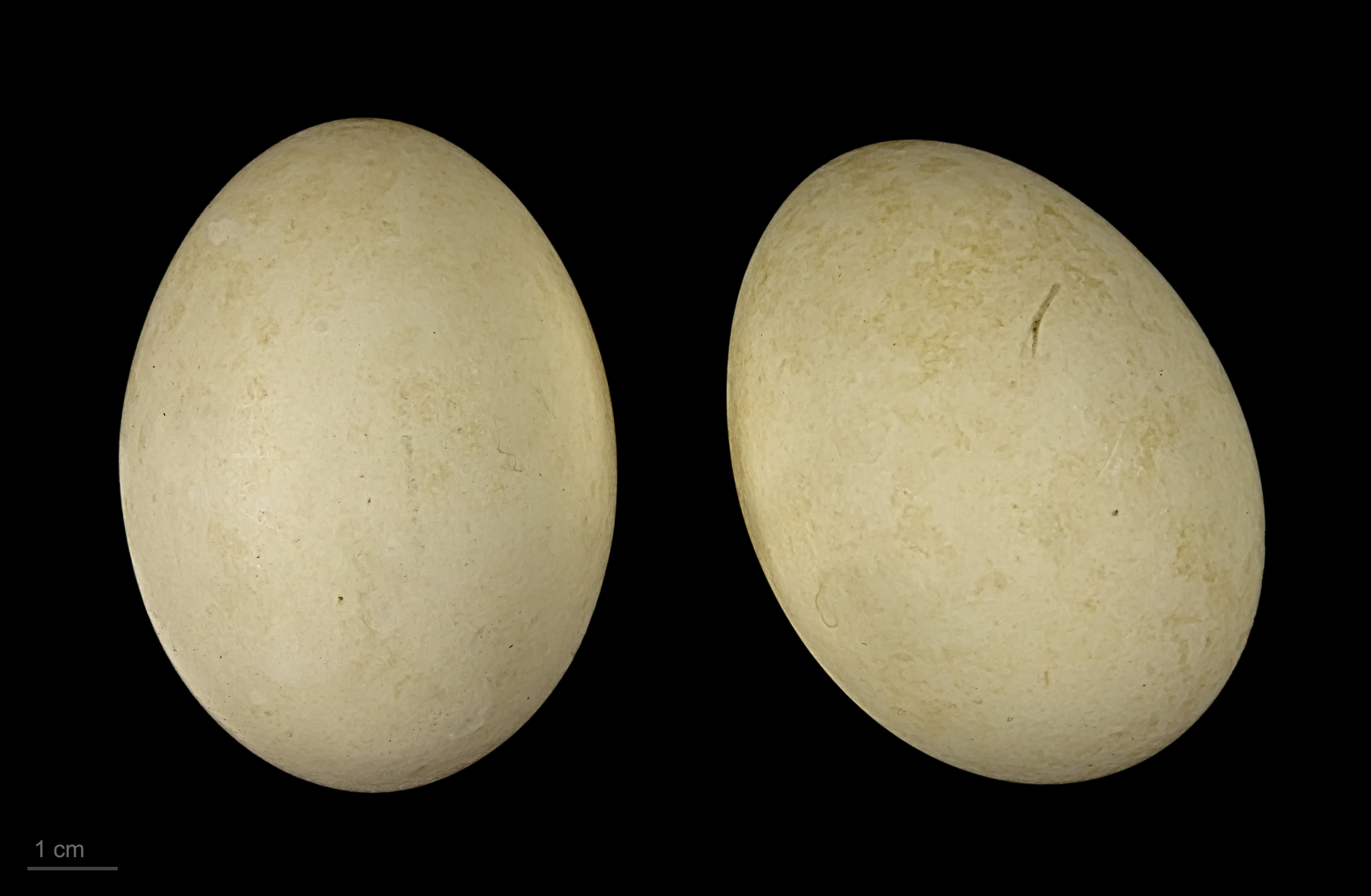
яйцо Mergus merganser — Тулузский музей

Половая зрелость наступает в возрасте двух лет. Пары формируются ещё до прибытия к местам гнездовий, однако до прилёта держатся в стаях. Прилёт достаточно ранний — первые особи появляются в местах гнездовий с образованием полыней, хотя основная масса прибывает, когда на реках вскрывается лёд. Токующий самец нередко демонстрирует характерную брачную позу — плавает с прижатой к воде грудью, припущенными крыльями и приподнятым задом, после чего резко вздёргивает голову вертикально вверх и столь же резко опускает её обратно. Нередко селезень со взмахами крыльев «встаёт» на воде, при этом его туловище принимает почти вертикальное положение, а клюв оказывается прижатым к груди. Действие сопровождается резким толчком вперёд с резким всплеском воды. Один участок водоёма могут занимать как одна, так и несколько пар одновременно. Поиском места для гнезда занимается самка. Оно обычно располагается в дупле старой ивы, осины, вяза или ольхи. Дупло может иметь как естественное происхождение, так и быть выдолбленным крупным дятлом желной. Учитывая размеры птицы, дупло должно быть достаточно вместительным: как правило, его внутренний диаметр составляет около 25 см, а ширина лётного отверстия не менее 12 см. Расстояние от гнезда до воды обычно не превышает 1 км. При отсутствии подходящего места гнездо может также быть расположено в скалистой трещине или заброшенной постройке, а также в искусственном гнездовом ящике. В редких случаях устраивает гнездо прямо на земле между корней кустарника или в густой траве. На одном дереве, если имеются несколько подходящих пустот, спокойно уживаются несколько гнездящихся пар.
Посторонний материал в гнездо не добавляется, обильная выстилка состоит лишь из светло-серого, почти белого пуха, который самка выдёргивает из своей груди. В кладке обычно 8—12 (реже 6—17) яиц сливочно-белого либо кремового цвета. Насиживает одна самка в течение 30—32 дней. Иногда селезень находится рядом с уткой вплоть до появления потомства, однако чаще всего он покидает от неё навсегда. Самка делает перерывы в насиживании, прикрывая яйца пухом и отправляясь на поиски пищи. Появившиеся на свет птенцы покрыты пухом — оливково-бурым сверху и беловатым снизу. Пробыв в гнезде сутки иди двое, они парашютом выпрыгивают из дупла и бегут вслед за самкой к воде. Первое время утята не ныряют, а кормятся на мелководье, собирая насекомых и их личинок с поверхности воды. В возрасте около 10 дней они начинают ловить мальков, учатся быстро плавать и становятся более самостоятельными; выводки постепенно распадаются. Спасаясь от преследования хищника, птенцы быстро и продолжительное время бегут по воде, не выбиваясь из сил. Молодые поднимаются на крыло в возрасте 60—70 дней.

## Питание
Основа рациона — достаточно крупная, длиной до 25 см, рыба. На реках отдаёт предпочтение форели и некрупным лососям, также употребляет в пищу угря, хариуса, плотву, щуку, барбуса и другие виды, которые доступны в данное время и в данной местности. Кормится преимущественно на внутренних водоёмах, однако в конце лета и на зимовках иногда встречается в эстуариях рек и у морских побережий, где в это время концентрируются косяки сельди и другой морской рыбы. В небольших количествах употребляет в пищу разнообразных водных беспозвоночных — ракообразных, моллюсков, червей, насекомых и их личинок (жуков-плавунцов, личинок хирономид, ручейников и стрекоз). В поисках пищи вначале осматривается под водой с наполовину погружённой головой, а затем ныряет и хватает добычу. Под водой управляет движением с помощью ног.